# 1990-es Australian Open
Az 1990-es Australian Open az év első Grand Slam-tornája, az Australian Open 78. kiadása volt. január 15. és január 28. között rendezték meg Melbourne-ben. A férfiaknál a cseh Ivan Lendl, nőknél a német Steffi Graf nyert.

## Döntők

### Férfi egyes
Ivan Lendl -  Stefan Edberg, 4-6, 7-6, 5-2, visszalépett

### Női egyes
Steffi Graf -  Mary Joe Fernández, 6-3, 6-4

### Férfi páros
Pieter Aldrich /  Danie Visser -  Grant Connell /  Glenn Michibata, 6-4, 4-6, 6-1, 6-4,

### Női páros
Jana Novotná /  Helena Suková -  Patty Fendick /  Mary Joe Fernández, 7-6, 7-6

### Vegyes páros
Natallja Zverava /  Jim Pugh -  Zina Garrison /  Rick Leach, 4-6, 6-2, 6-3

## Juniorok

### Fiú egyéni
Dirk Dier –  Lijendar Pedzs 6–4, 7–6

### Lány egyéni
Magdalena Malejeva –  Louise Stacey 7–5, 6–7, 6–1

### Fiú páros
Roger Pettersson /  Marten Renström –  Robert Janecek /  Ernesto Munoz de Cote 4–6, 7–6, 6–1

### Lány páros
Rona Mayer /  Limor Zaltz –  Justine Hodder /  Nicole Pratt 6–4, 6–4